# Hippotion batschii
Hippotion batschii là một loài bướm đêm thuộc họ Sphingidae, chi Hippotion.